# Episodi di Kate e Allie (prima stagione)
La prima stagione della serie televisiva Kate e Allie è stata trasmessa in anteprima negli Stati Uniti d'America dalla CBS tra il 19 marzo 1984 e il 7 maggio 1984.
| nº | Titolo originale      | Titolo italiano | Prima TV USA   | Prima TV Italia |
| -- | --------------------- | --------------- | -------------- | --------------- |
| 1  | Allie's First Date    |                 | 19 marzo 1984  |                 |
| 2  | The Very Loud Family  |                 | 26 marzo 1984  |                 |
| 3  | Odd Boy Out           |                 | 16 aprile 1984 |                 |
| 4  | The Family Business   |                 | 23 aprile 1984 |                 |
| 5  | Dear Diary            |                 | 30 aprile 1984 |                 |
| 6  | A Weekend to Remember |                 | 7 maggio 1984  |                 |